# Andorranische Fußballnationalmannschaft

Vormals benutztes Verbandswappen

Die andorranische Fußballnationalmannschaft (Katalanisch: Selecció de futbol d’Andorra) ist die Auswahl der besten Fußballspieler Andorras. Ihr erstes offizielles Spiel hatten sie 1996 gegen Estland, das mit 1:6 verloren ging. Seit der Aufnahme in die UEFA nahm Andorra an jeder EM-Qualifikationsrunde teil und wurde mit Ausnahme der Qualifikation zur EM 2021 immer Letzter in der Gruppe.

## Fußball-Weltmeisterschaften
- 1930 bis 1998 – nicht teilgenommen
- 2002 bis 2022 – nicht qualifiziert

## Fußball-Europameisterschaften
- 1960 bis 1996 – nicht teilgenommen
- 2000 bis 2024 – nicht qualifiziert

## UEFA Nations League
- 2018/19 – Liga D, 4. Platz mit 4 Remis und 2 Niederlagen
- 2020/21 – Liga D, 4. Platz mit 2 Remis und 4 Niederlagen
- 2022/23 – Liga D, 3. Platz mit 2 Siegen, 2 Remis und 2 Niederlagen
- 2024/25 – Liga D, 3. Platz mit 1 Remis und 3 Niederlagen

## Geschichte
Andorra konnten sich bisher noch nie für eine Welt- oder Europameisterschaft qualifizieren. Die Fußballnationalmannschaft von Andorra gehört zu den kleinen Nationalteams des internationalen Fußballs. Gegründet wurde der nationale Fußballverband des Zwergstaats (75.000 Einwohner) im Jahr 1994. Auf der internationalen Bühne ist seine Nationalauswahl – nach dem Beitritt des Verbandes zur FIFA – seit 1996 aktiv. Seit der Qualifikationsrunde zur Fußball-Europameisterschaft 2000 hat Andorra an allen EM- und WM-Qualifikationen teilgenommen. Bei allen Teilnahmen mit Ausnahme der EM 2021 belegte man den letzten Platz der Qualifikationsgruppe. Bei der EM 2021 gelang neben einem Sieg gegen die Republik Moldau ein Unentschieden gegen Albanien, was zum vorletzten Platz vor Moldau reichte. 
Als Erfolge werden in Andorra aber bereits die Tore gewertet, die gegen Gegner wie Portugal und Irland erzielt wurden. Abgesehen davon konnten bislang sieben Siege eingefahren werden, darunter die im Rahmen der WM-Qualifikation erzielten Erfolge, das am 13. Oktober 2004 erzielte 1:0 gegen Mazedonien und das am 9. Juni 2017 erzielte 1:0 gegen Ungarn sowie zuletzt in der EM-Qualifikation ein 1:0-Heimerfolg über Moldawien am 11. Oktober 2019. Erfolgreich war die Auswahl Andorras auch gegen Albanien (April 2002), Belarus (April 2000) und Liechtenstein (März 2018). Am 22. Februar 2017 gelang der bisher einzige Auswärtssieg im Freundschaftsspiel in San Marino. Am 10. Oktober 2016 spielte die Schweiz im Rahmen der Qualifikation zur WM 2018 in Andorra und gewann mit 2:1 sowie am 31. August 2017 in St. Gallen mit 3:0. Bislang gab es noch keine Länderspiele gegen Deutschland und nur eines gegen Österreich (16. November 2022 in Málaga, 1:0 für Österreich) (siehe auch Liste der Länderspiele der andorranischen Fußballnationalmannschaft). Bis 2006 rüstete der spanische Hersteller Joma das Nationalteam aus. Aktueller Ausrüster ist der italienische Hersteller Macron.

## Probleme
Für den Verband erweist es sich als schwierig, aus den 75.000 Einwohnern des Kleinstaates genügend talentierte Spieler zu finden, insbesondere da es keine Vollzeit-Profiteams im Land gibt. So sind nur zwei der Akteure Profis, der Rest spielt auf semi-professioneller Basis. Erschwerend hinzu kommt, dass die andorranischen Gesetze eine Einbürgerung von Spielern kaum möglich machen. So müsste ein Spieler entweder 20 Jahre im Staat leben, einen Staatsbürger heiraten oder einen Universitätsabschluss dort machen.
Hinzu kommt, dass es weder Stadion noch Trainingseinrichtungen in Andorra gibt, die Mannschaft spielt im Estadi Communal mit einer Kapazität von knapp 1200 Zuschauern. Da jedoch das Land im Pyrenäenstaat sehr teuer ist und der Verband wenig Geld hat, wird sich an dieser Situation kaum etwas ändern. Länderspiele gegen attraktive Gegner wurden wiederholt auch in Spanien ausgetragen, zum Beispiel in Barcelona und Lleida.
2014 wurde das Estadi Nacional, das neue Nationalstadion mit 3306 Plätzen, in der Hauptstadt Andorra la Vella eröffnet. 2017 kam der amtierende Europameister Portugal zu einem WM-Qualifikationsspiel in das Stadion, welches mit 3193 Zuschauern nahezu ausverkauft war.

## Rekorde

### Rekordspieler
Bisher haben 24 andorranische Spieler mindestens 50 Länderspiele bestritten und vier Spieler mindestens 100 Länderspiele. Seit dem 15. August 2017 ist Ildefons Lima Rekordnationalspieler als er mit seinem 107. Länderspiel den langjährigen Führenden Óscar Sonejee ablöste.
| Rang | Spieler            | Spiele | Zeitraum  |
| ---- | ------------------ | ------ | --------- |
| 1.   | Ildefons Lima      | 137    | 1997–2023 |
| 2.   | Márcio Vieira      | 129    | 2005–     |
| 3.   | Marc Pujol         | 122    | 2000–     |
| 4.   | Óscar Sonejee      | 106    | 1997–2015 |
| 5.   | Marc Vales         | 98     | 2008–     |
| 6.   | Moisés San Nicolás | 89     | 2012–     |
| 7.   | Josep Gómes        | 86     | 2006–     |
| 8.   | Josep Ayala        | 84     | 2002–2017 |
| 9.   | Manolo Jiménez     | 79     | 1998–2012 |
| 9.   | Max Llovera        | 79     | 2015–     |
| 11.  | Koldo Álvarez      | 78     | 1998–2009 |
| 12.  | Cristian Martínez  | 77     | 2009–2021 |
| 13.  | Sergi Moreno       | 76     | 2004–2022 |
| 14.  | Marc García        | 73     | 2010–     |
| 14.  | Juli Sánchez       | 73     | 1996–2019 |
| 16.  | Txema García       | 71     | 1997–2009 |
| 17.  | Justo Ruiz         | 67     | 1998–2008 |
| 17.  | Jordi Rubio        | 67     | 2006–     |
| 19.  | Marc Rebés         | 66     | 1997–2009 |
| 20.  | Joan Cervós        | 65     | 2018–     |
| 20.  | Jordi Escura       | 65     | 1998–2011 |
| 22.  | Antoni Lima        | 64     | 1997–2009 |

Stand: 24. März 2025 

### Rekordtorschützen
| Rang | Spieler           | Tore |
| ---- | ----------------- | ---- |
| 1.   | Ildefons Lima     | 11   |
| 2.   | Cristian Martínez | 5    |
| 2.   | Albert Rosas      | 5    |
| 2.   | Marc Pujol        | 5    |
| 2.   | Marc Vales        | 5    |
| 6.   | Óscar Sonejee     | 4    |
| 7.   | Jesús Lucendo     | 3    |
| 7.   | Emiliano González | 3    |
| 7.   | Jordi Aláez       | 3    |
| 7.   | Marc Rebés        | 3    |
| 11.  | Ricard Fernández  | 2    |
| 11.  | Fernando Silva    | 2    |
| 11.  | Justo Ruiz        | 2    |
| 11.  | Márcio Vieira     | 2    |
| 14.  | 15 Spieler        | 1    |

Stand: 24. März 2025 

## Länderspiele gegen deutschsprachige Fußballnationalmannschaften

### Länderspiele gegen Liechtenstein
|     | Datum              | Ort                       | Heimmannschaft | Resultat | Gastmannschaft |
| --- | ------------------ | ------------------------- | -------------- | -------- | -------------- |
| 01. | 14. August 2012    | Vaduz                     | Liechtenstein  | 1:0      | Andorra        |
| 02. | 21. März 2018      | La Línea de la Concepción | Andorra        | 1:0      | Liechtenstein  |
| 03. | 10. Juni 2022      | Andorra la Vella          | Andorra        | 2:1      | Liechtenstein  |
| 04. | 22. September 2022 | Vaduz                     | Liechtenstein  | 0:2      | Andorra        |

### Länderspiele gegen die Schweiz
|     | Datum              | Ort              | Heimmannschaft | Resultat | Gastmannschaft |
| --- | ------------------ | ---------------- | -------------- | -------- | -------------- |
| 01. | 10. Oktober 2016   | Andorra la Vella | Andorra        | 1:2      | Schweiz        |
| 02. | 31. August 2017    | St. Gallen       | Schweiz        | 3:0      | Andorra        |
| 03. | 16. Juni 2023      | Andorra la Vella | Andorra        | 1:2      | Schweiz        |
| 04. | 12. September 2023 | Sion             | Schweiz        | 3:0      | Andorra        |

### Länderspiele gegen Österreich
|     | Datum             | Ort    | Heimmannschaft | Resultat | Gastmannschaft |
| --- | ----------------- | ------ | -------------- | -------- | -------------- |
| 01. | 22. November 2022 | Málaga | Österreich     | 1:0      | Andorra        |

Gegen Deutschland und Luxemburg gab es bisher keine Begegnungen.